# 海云庵
海云庵，又名大士庵，位于中国山东省青岛市市北区兴隆路街道兴隆路1号，始建于明代，原为佛寺，民国十五（1926）年改为道观，奉道教全真华山派。“文革”期间遭破坏，1982年被列为青岛市重点文物保护单位，1991年四方区人民政府扩建修复。建筑坐北朝南，由山门、钟楼、鼓楼、正殿、东西配殿和东西厢房组成，正殿及东西配殿均为面阔三间、硬山顶，院内有树龄近500年的古银杏树一株。每逢农历正月十六举办庙会（亦名糖球会，以买卖糖球为特色故名），现为青岛市区最大的传统庙会。

## 图集
- 海云庵历史照片，青岛德占时期
- 海云庵旧明信片，青岛德占时期
- 远景
- 正殿及东西配殿
- 配殿梁架及二龙戏珠装饰
- 古银杏树